# Stade Élisabeth
Le stade Élisabeth est un stade de football et d'athlétisme situé au sud de Paris, au niveau de la porte d'Orléans, construit à la fin des années 1910.
Le site est le siège du Fémina Sport, figure majeure du sport féminin parisien, particulièrement durant l'entre-deux-guerres. 
C'est aussi dans ce stade qu'est inscrit le premier but de l'histoire du championnat de France football professionnel, le 11 septembre 1932, lors du match opposant l'Olympique d'Antibes au Red Star.

## Histoire

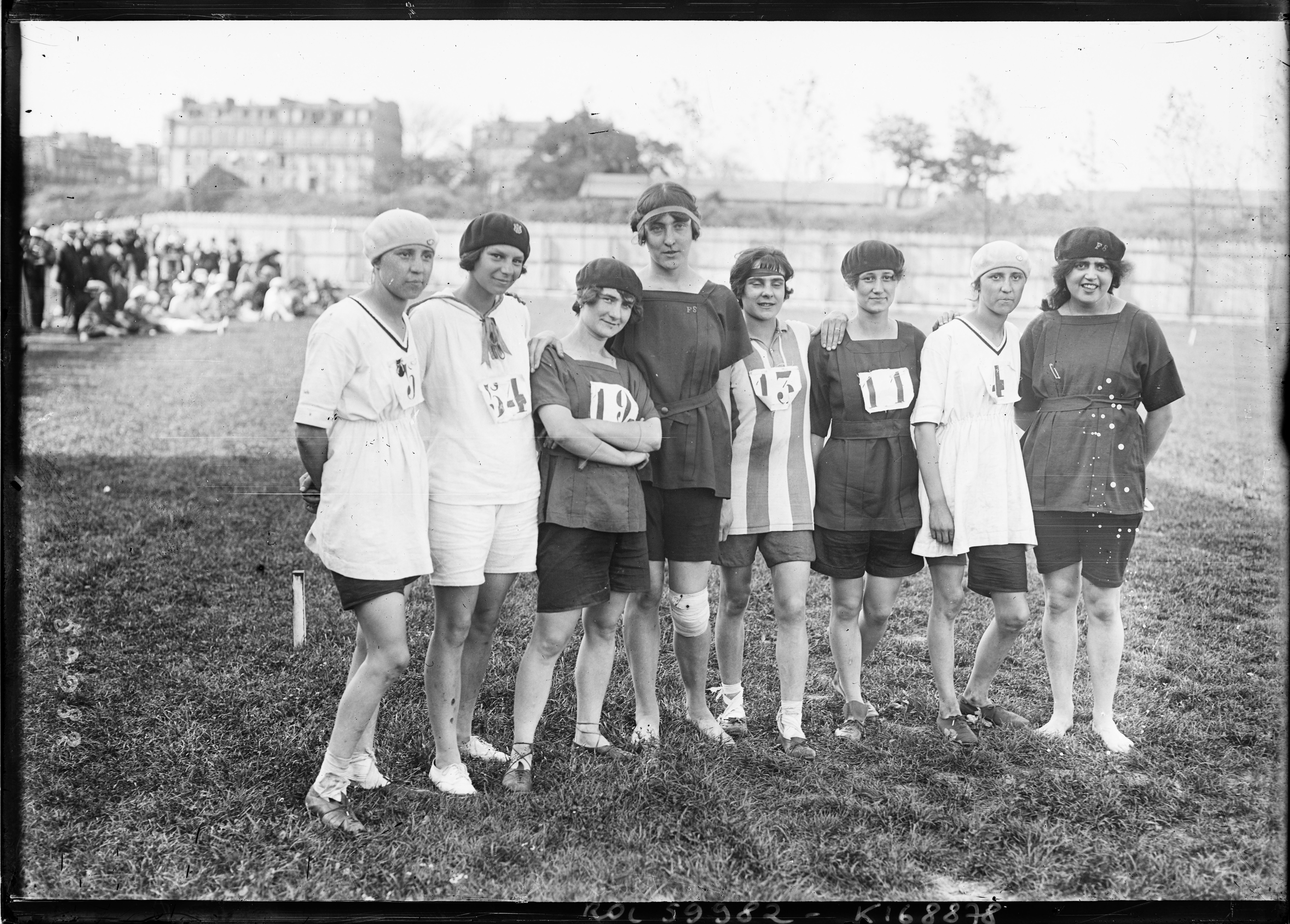
Athlètes féminines aux championnats de France d'athlétisme 1920 au stade Élisabeth.

En 1918, Pierre Payssé convainc Julien Bessonneau, mécène du Fémina Sport, un club omnisports féminin, de financer l'aménagement d'un stade à Paris. Il est baptisé « Stade Élisabeth », du nom de l'épouse de l'industriel,. 
Le Fémina Sport se développe dès lors rapidement et compte notamment des sections réputées d’athlétisme et de football. Le club remporte notamment dix fois le Championnat de France féminin de football entre 1919 et 1932 et plusieurs fois la Coupe de France. Nombre des matchs décisifs sont organisés au stade Élisabeth, notamment la finale du championnat en 1920, 1921, 1927 et 1928, et la finale de la Coupe en 1922, 1923, 1926. Le Fémina Sport est aussi l'un des premiers clubs français à pratiquer le rugby féminin, pour lequel il adopte les règles de la « barette »,, et ce en dépit des critiques de la presse et des autorités sportives.

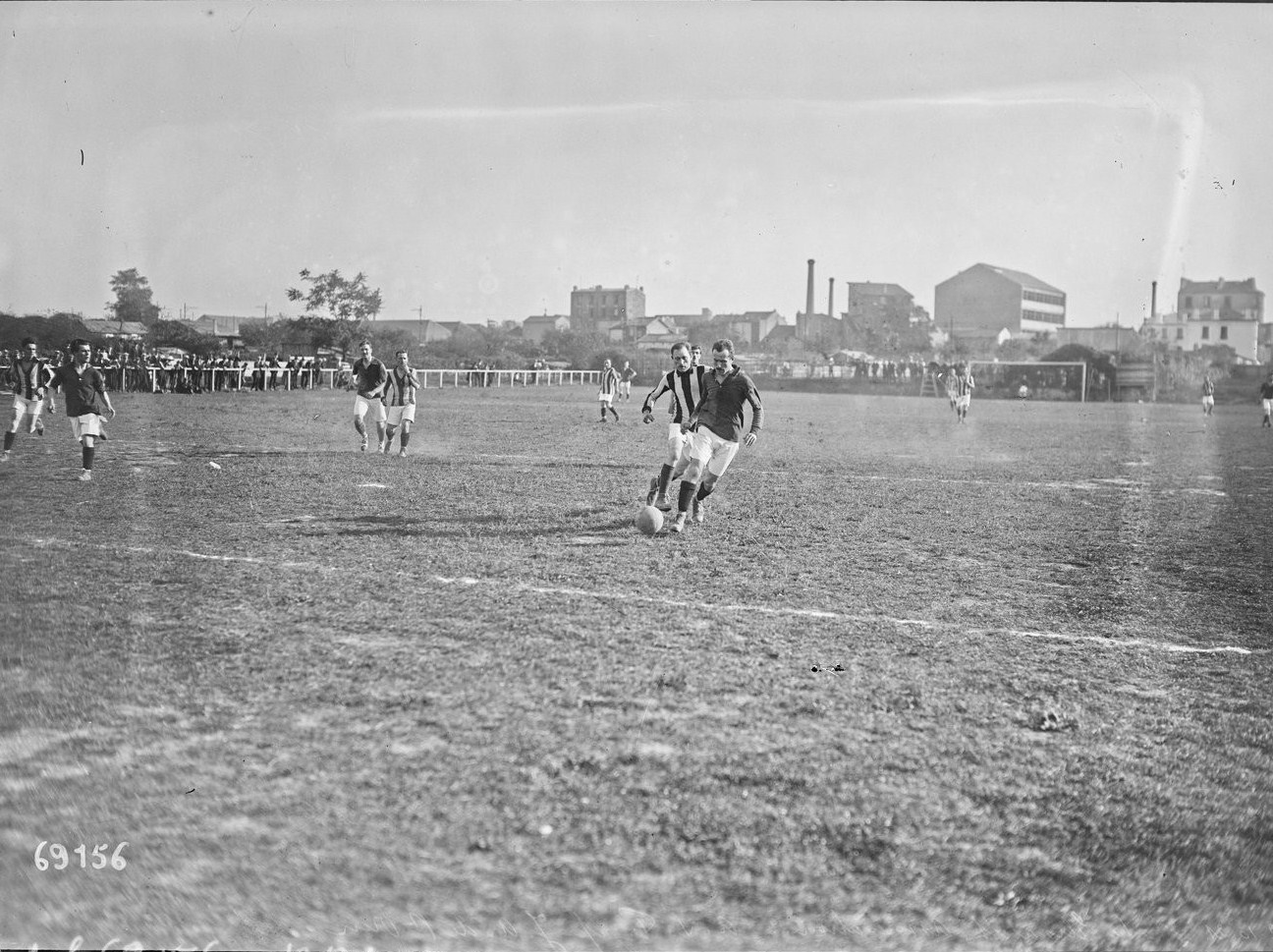
Match entre l'AS française et le JA Saint-Ouen en 1921

L'enceinte accueille par ailleurs des rencontres de football masculin, notamment celles de l'AS française, un des principaux clubs franciliens des années 1910 et 1920, et du Club français lors de la saison 1931-1932. Mais aussi d'autres sports, comme la première compétition française de « moto-ball » en 1932. 
Le 11 septembre 1932, le Red Star Olympique, club de football masculin habituellement résident du Stade de Paris à Saint-Ouen, dans le nord de Paris, y accueille l'Olympique d'Antibes à l'occasion de la première journée de la première édition du championnat de France football professionnel. Dans un stade plein, comptant 8 000 spectateurs, l'Autrichien Karl Klima inscrit pour Antibes le premier but de la partie dès la 8e minute, et par la même occasion le premier de l'histoire de la compétition. Son équipe s'impose face aux Parisiens (3-2),.
Endommagé par des incendies, le stade est cédé par le Fémina Sport à la ville de Paris en 1943. Dans les années 1950, le stade n'a plus de tribune apparente. 
Outre le terrain de football doté d'un revêtement synthétique, le stade a été complété au fil du temps d'un gymnase, de plusieurs cours de tennis, d'un terrain d’athlétisme et d'un bassin-école, notamment.
Outre le Fémina Sport, club toujours actif, le stade a eu pour club résident principal le Club athlétique de Paris 14 de la fin des années 1980 au début des années 2000 (l'international français Tiémoué Bakayoko y a fait par exemple ses débuts), et le Paris Alésia Football Club depuis.